# رباط درقي للسان المزماري
رباط درقي للسان المزماري(بالإنجليزية: Thyroepiglottic ligament)‏أوالرباط الدرقي النخاعي هو رباط الحنجرة . وهو يربط الجزء الطويل والضيق المرفق أو الجذع من المزمار في الزاوية التي شكلتها صحيفتين اثنتين من غضاريف الغدة الدرقية ، على بعد مسافة قصيرة تحت شق الغدة الدرقية المتقدمة .